# 小行星3780
小行星3780（英語：3780 Maury）是一颗围绕太阳公转的小行星。1985年9月14日，愛德華·鮑威爾在可可尼诺县发现了此天体。
这颗小行星的绝对星等为183.3242072273483等。